# Rue de Lisbonne (Paris)
Pour les articles homonymes, voir Rue de Lisbonne.
La rue de Lisbonne est une voie du 8e arrondissement de Paris.

## Situation et accès
Elle commence rue du Général-Foy, dans le prolongement de la rue de Madrid et se termine rue de Courcelles.
Elle est desservie par les stations de métro Miromesnil (lignes 9 et 13), Courcelles (ligne 2), Monceau (ligne 2), Villiers (lignes 2 et 3) et George V (ligne 1).

## Origine du nom
La rue reçut sa dénomination en référence la ville de Lisbonne, capitale du Portugal.

## Historique

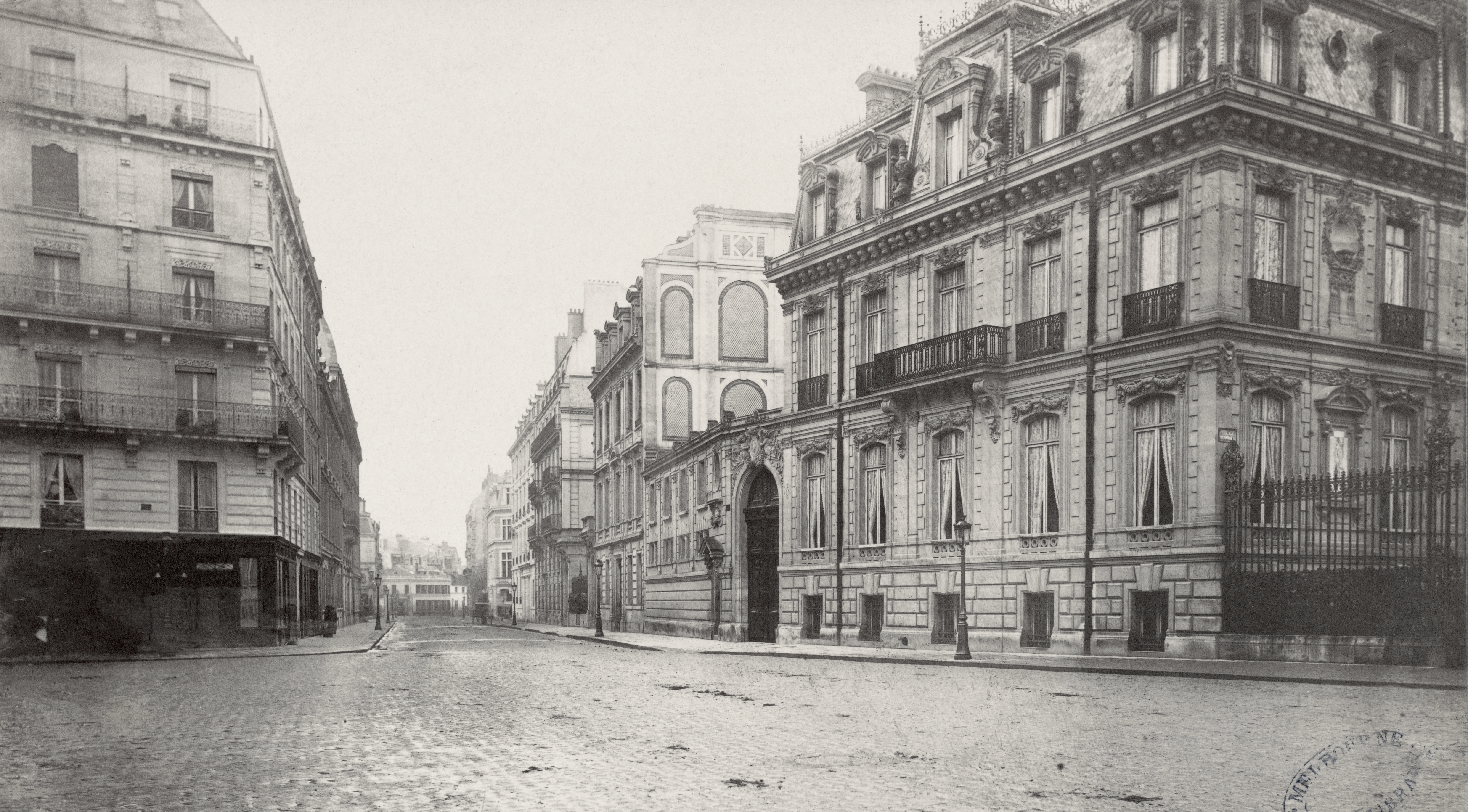
Rue de Lisbonne dans les années 1860 (photographie de Charles Marville).

En vertu d'une ordonnance royale du 2 février 1826, la rue de Lisbonne fut ouverte sur les terrains de Jonas-Philip Hagerman et Sylvain Mignon, les deux spéculateurs à l'origine de la création du quartier de l'Europe. Elle a pris sa dénomination actuelle par un décret ministériel du 5 août 1826.
La portion entre l'avenue de Messine et la rue de Courcelles fut ouverte en 1861.

## Bâtiments remarquables et lieux de mémoire
- No 3 (et no 56, boulevard Malesherbes) : hôtel Cail. Mairie du 8e arrondissement.
- No 4 : « L'hôtel Burat-aîné […], au 4, […] abritait un précieux mobilier du XVIIIe siècle et une collection exceptionnelle de pièces d'argenterie. La demeure de ce financier est occupée par une entreprise textile[1]. »
- No 6 : hôtel d'Édouard Martell (1834-1920), sénateur de la Charente de 1890 à sa mort (en 1910)[2],[3].
- No 13 : habité par Gustave Caillebotte[4].
- No 23 : c'est dans cet hôtel particulier que le peintre Charles Chaplin (1825-1891) avait ses appartements et son atelier au dessus qu'il ouvre dès 1850 et en octobre 1866 pour les femmes[5].
- No 27 : ici se trouvaient les ateliers de dessins du décorateur Jacques-Émile Ruhlmann, siège social de sa société, actif à cette adresse de 1912 à sa mort en 1933. De 1933 aux années 1980, l'immeuble est propriété de la Société Lambert Frères & Cie, importante entreprise de fabrication et négoce de matériaux de construction, qui y installent ses bureaux et son siège administratif.

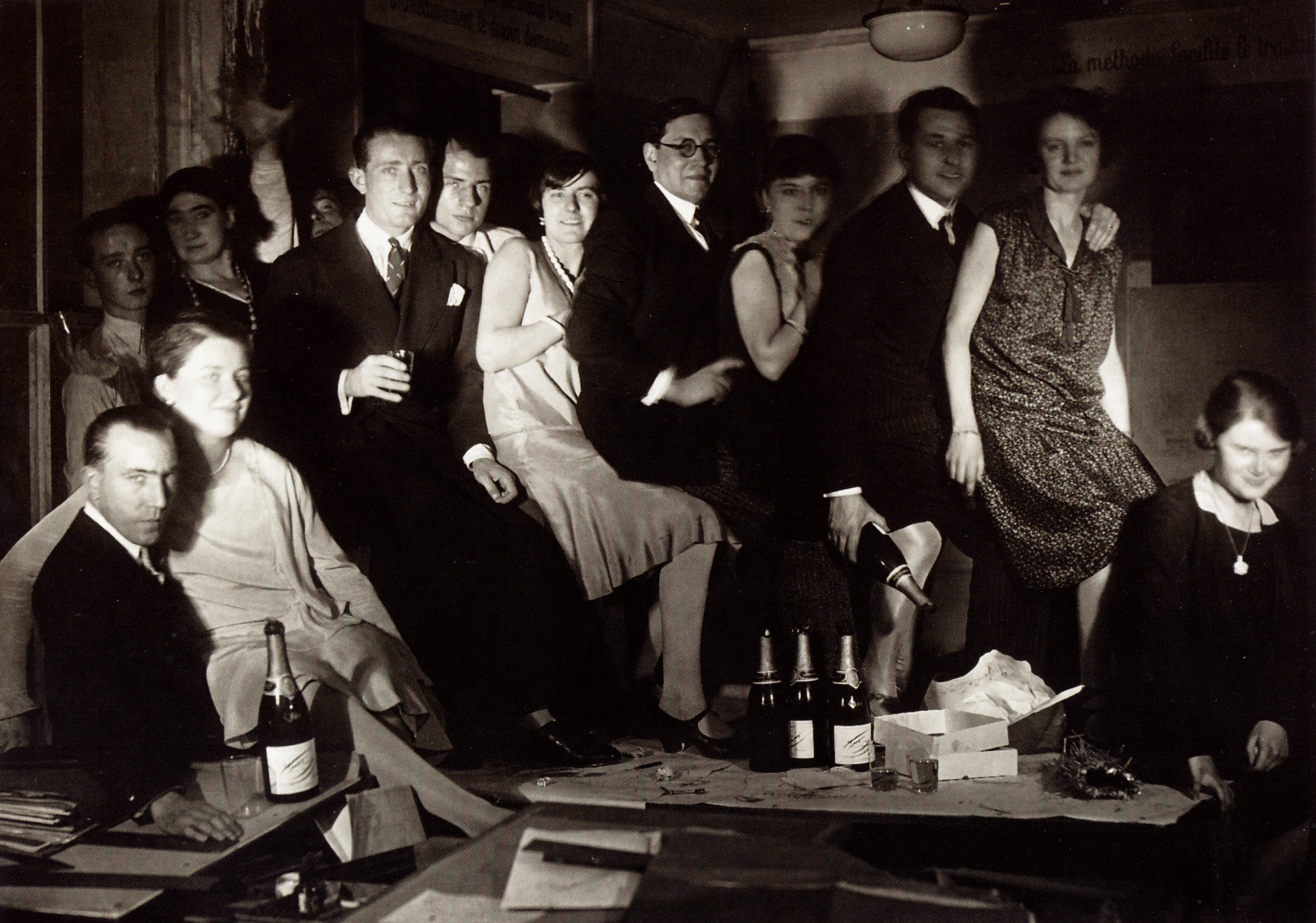
L'équipe de l'atelier de dessin de Ruhlmann, 27, rue de Lisbonne à Paris, vers 1931 (Fonds documentaire Maxime Old).

- No 31 : le futur président de la République Félix Faure y aménage en 1882. Également domicile du marquis de Alta Villa[6] et de Henri Cartier-Bresson.
- No 33 : hôtel d'Eugène Goüin (1818-1909), banquier et homme politique.
- No 34 : hôtel d'Henri Rouart (1839-1911), célèbre collectionneur de peinture impressionniste. « Ancien polytechnicien, M. Rouart était, paraît-il, un extraordinaire animateur d'affaires. Il était aussi le père d'une famille nombreuse et un amateur d'art du goût le plus sûr. Degas fut son ami et consentit souvent à venir séjourner chez les Rouart, à La Queue-en-Brie. […] L'hôtel de la rue de Lisbonne contenait naturellement de nombreuses toiles de Degas, et aussi de savoureux Renoir et des œuvres de tous les grands impressionnistes. La vente de cette collection constitua un événement qui attira à Paris les conservateurs des musées des deux mondes et des amateurs de vingt nations. Une personnalité comme celle d'Henri Rouart aurait dû tenter un biographe. Cet hôtel fut le siège de la Société commerciale de transports transatlantiques[3]. »
- No 38 : habité par Salomon Reinach (1858-1932), philosophe et archéologue[7].
- No 47 : chancellerie de la légation du Brésil dans les années 1900-1910[8],[2].
- No 48 : habité par Jean Deschanel (1904-1963), homme politique, fils de Paul Deschanel, président de la République française en 1920. « Au 48, voici le domicile de M. et Mme Jean Deschanel. M. Jean Deschanel est le fils de l'ancien président de la République et l'arrière-petit-fils de Camille Doucet, qui devait être titulaire à l'Académie française du fauteuil d'Alfred de Vigny[3]. »
- No 50 (angle avenue Ruysdaël) : hôtel du baron Édouard Empain (1852-1929), ingénieur et financier belge, l'un des actionnaires de la Compagnie internationale des wagons-lits (en 1910)[2]. Aujourd'hui ambassade d'Algérie.
- No 51 (angle du 7, rue Rembrandt) : immeuble d'habitation édifié en 1899 par l'architecte Gustave Rives à l'emplacement de l'hôtel particulier de l'architecte Antoine-Gaëtan Guérinot (1830-1891).
- No 52 : hôtel de Mme G. Martell (en 1910)[2],[3].
- No 54 : hôtel de style néo-Renaissance d'Emmanuel Rodocanachi (1859-1934), homme de lettres et historien (en 1910)[2]. « L'Électricité de France travaille à l'étude des aménagements hydrauliques dans l'hôtel du 54 qui fut celui où, chaque samedi, on faisait de la musique chez Mme Emmanuel Rodocanachi[7]. »
- No 56 : immeuble construit en 1869 par l’architecte Auguste Tronquois, comme indiqué en façade.
- No 60 : immeuble construit par les architectes Charles et Gabriel Blanche, père et fils[9].
- No 64 : ancien hôtel particulier construit par l’architecte Hippolyte Destailleur à la fin du XIXe siècle, documenté dans la revue La Semaine des constructeurs en 1884 ; façade dénaturée par une surélévation en 1927[10]. Hôtel de M. Boivin (en 1910)[2]. « La société Dunlop a installé ses bureaux dans l'hôtel Boivin[7]. »
- No 66 : immeuble construit par l'architecte Jules Bourdais en 1870, comme indiqué en façade.

### Bâtiments détruits
- No 19 : hôtel de M. de Beaux, propriété de la comtesse de Poix (en 1910)[2].
- No 28 : hôtel de Mlle Grand de Dédem (en 1910)[2].
- No 55 : hôtel construit en 1872 habité par A. Guillaume, artiste peintre (en 1910)[2].
- No 60 : hôtel de M. Martin Le Roy (en 1910)[2].

Bâtiments de la rue
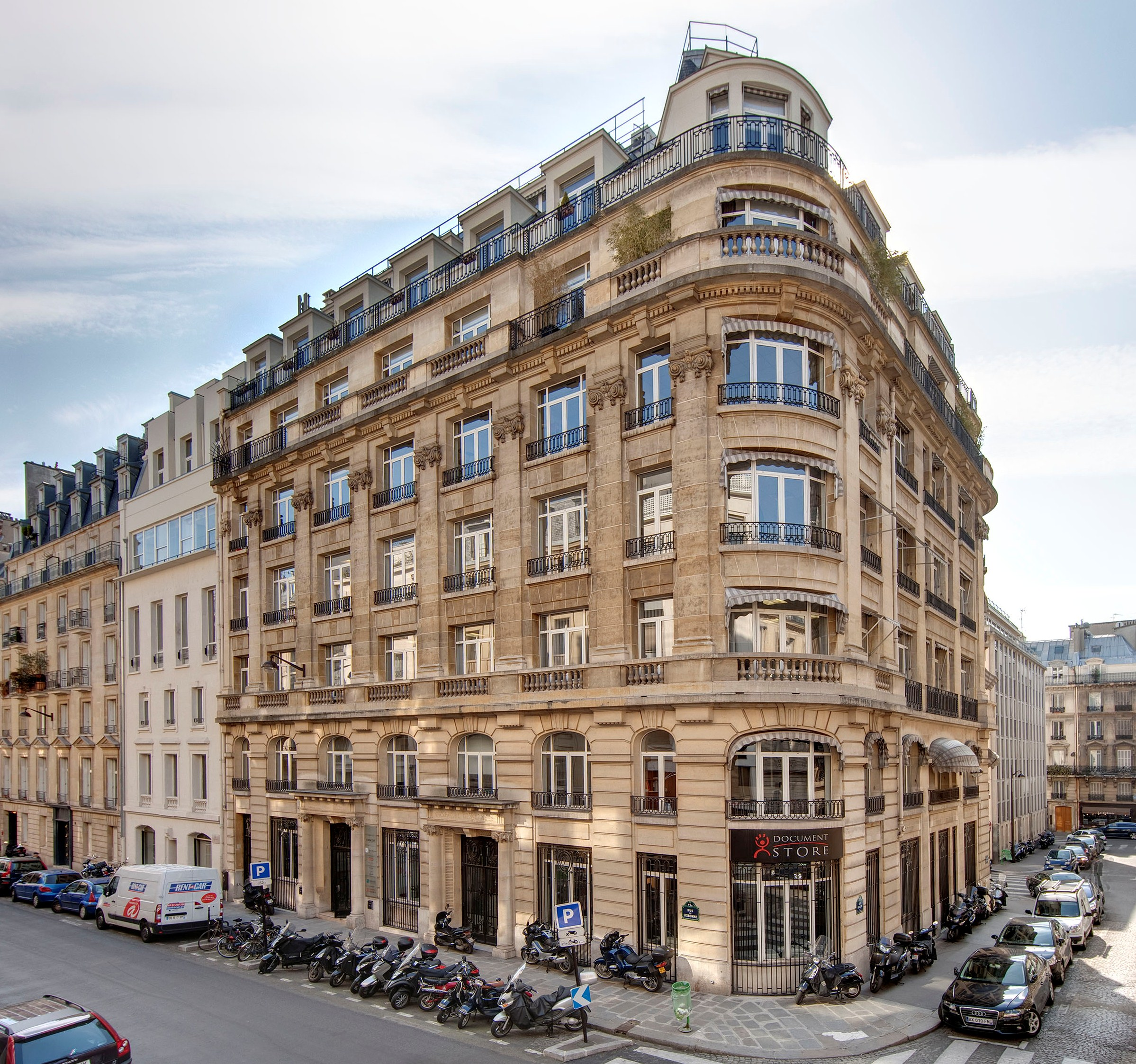
No 29.
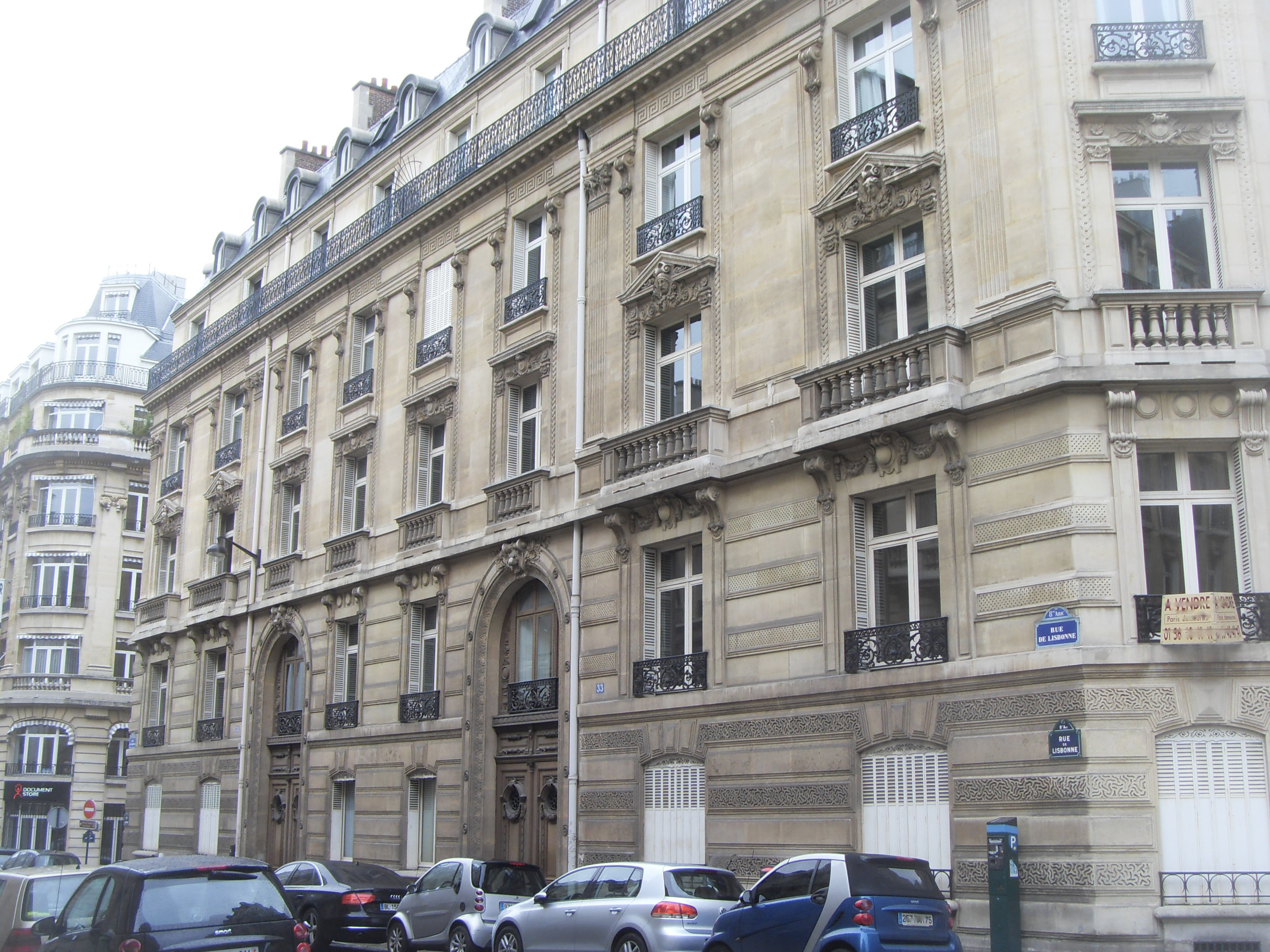
Nos 31-33
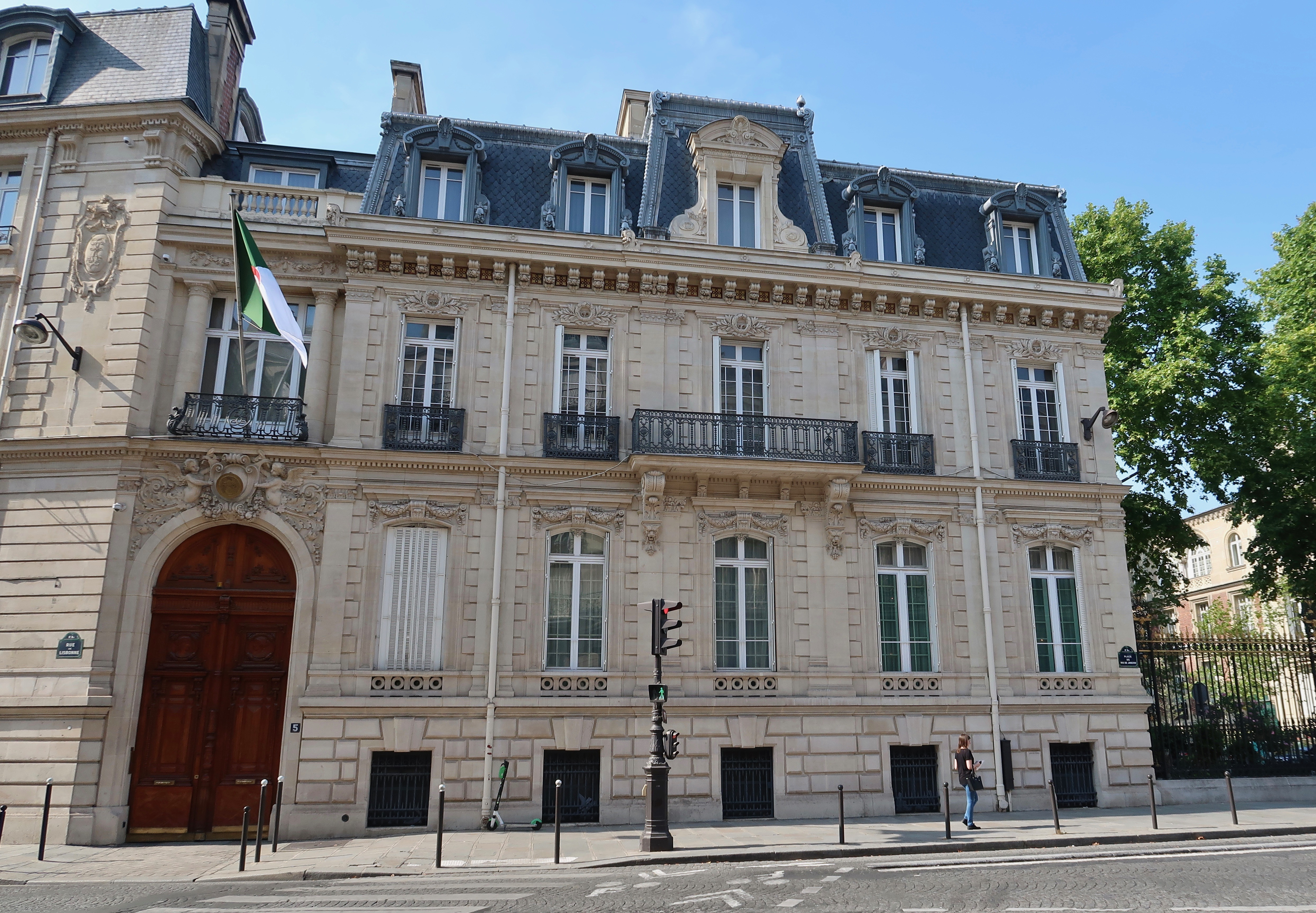
No 50 : ambassade d'Algérie.
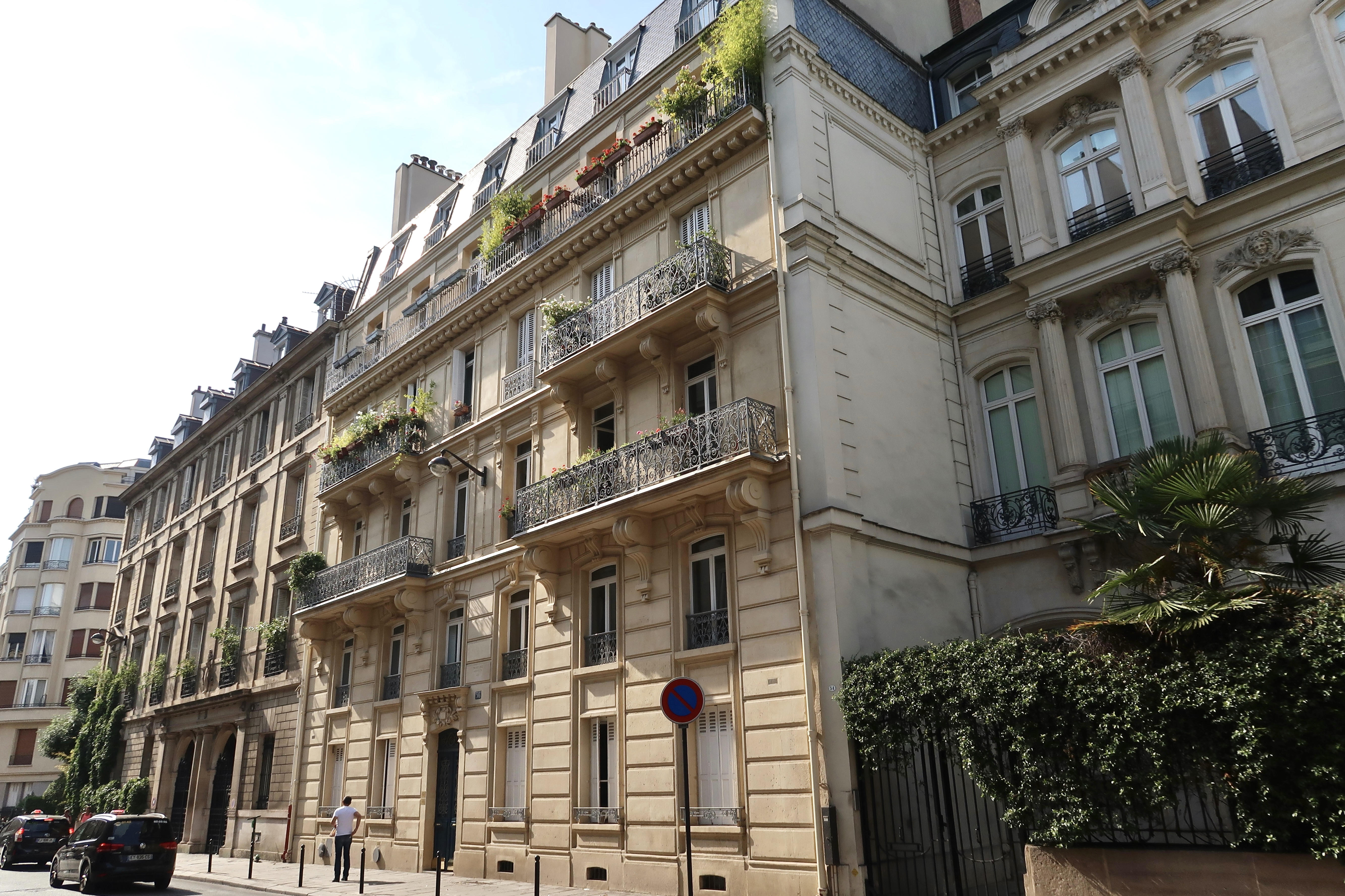
Nos 54-56.
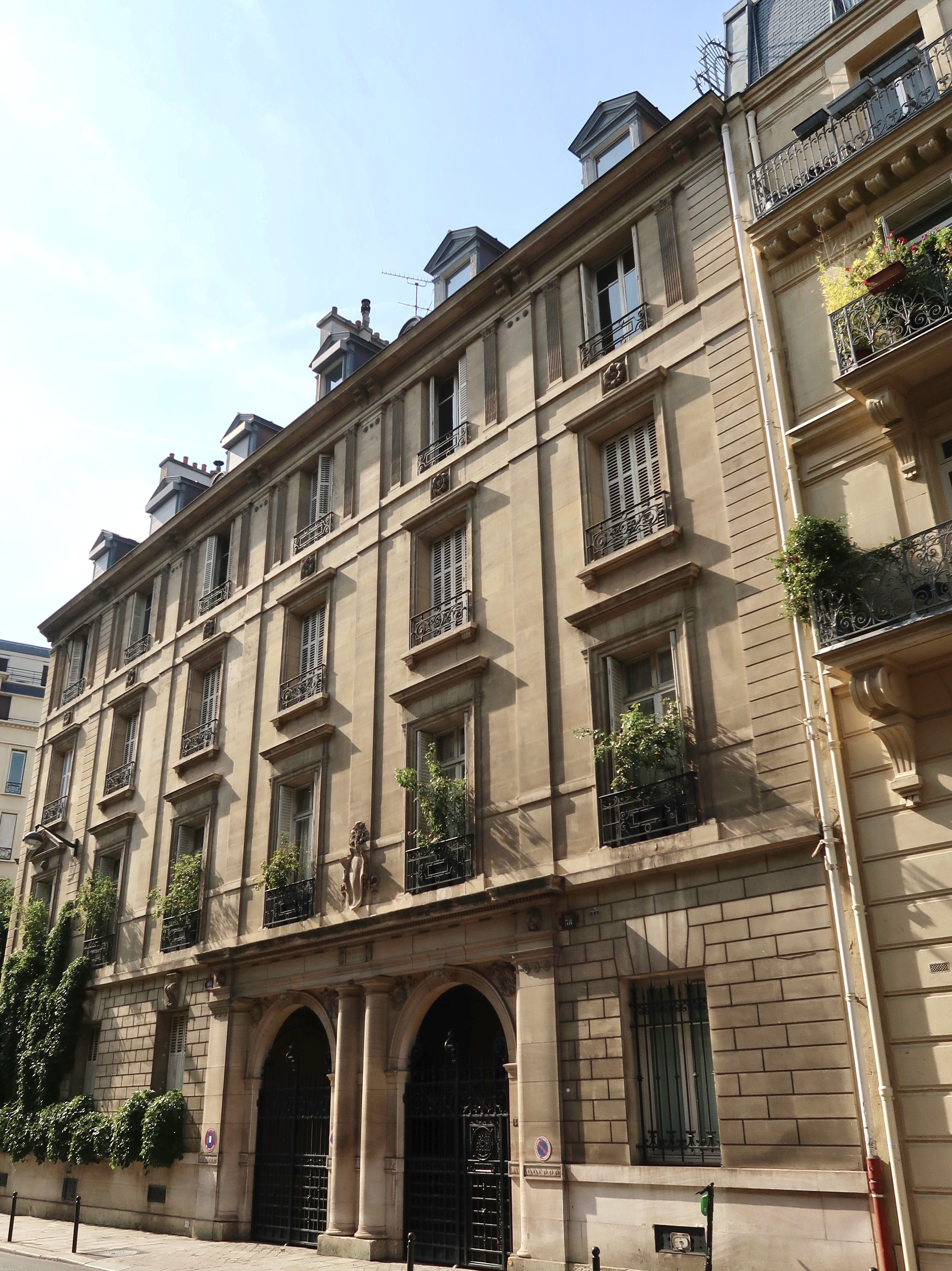
No 58.
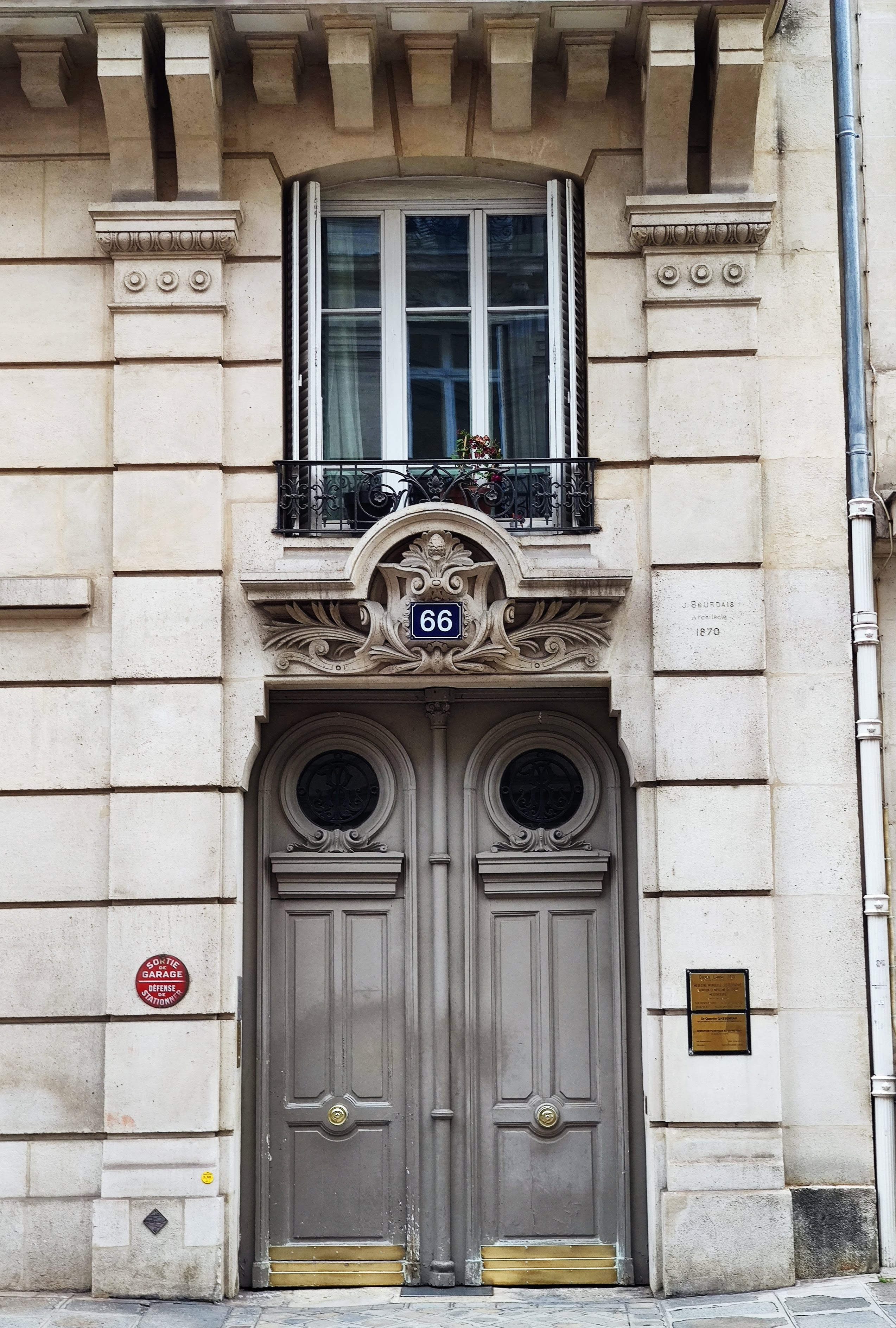
No 66.